# Morti nel 1412
| Questa pagina contiene informazioni ricavate automaticamente dalle voci biografiche con l'ausilio del template Bio e di un bot. L'aggiornamento è periodico e automatico e ricostruisce completamente la pagina. Se manca una persona in questa lista, sei pregato di non aggiungerla, ma accertati piuttosto che la sua voce biografica contenga il template Bio e che i dati anagrafici siano correttamente compilati. Se il template Bio manca, inseriscilo tu stesso o, in alternativa, metti l'avviso {{tmp\|Bio}} che ne segnala la mancanza. Se i dati riportati sono sbagliati, correggi direttamente la voce biografica; le modifiche saranno visibili in questa lista entro pochi giorni. Per chiarimenti vedi il progetto biografie. La lista contiene solo le 30 persone che sono citate nell'enciclopedia e per le quali è stato implementato correttamente il template Bio. Pagina aggiornata al 13 gen 2025. |

- 11 gennaio - Antonio Caetani, cardinale e patriarca cattolico italiano
- 5 marzo - Alfonso IV di Ribagorza, nobile (n. 1332)
- 8 marzo - Guy de Malesec, vescovo cattolico e cardinale francese
- 1º aprile - Alberto di Meclemburgo, sovrano
- 2 aprile - Ruy González de Clavijo, scrittore, diplomatico e esploratore spagnolo
- 16 maggio - Facino Cane, condottiero italiano (n. 1360)
- 16 maggio - Giovanni Maria Visconti, duca (n. 1388)
- 17 giugno - Enrico Minutolo, cardinale e arcivescovo cattolico italiano
- 21 giugno - Angelo Cino, cardinale e vescovo cattolico italiano
- 29 giugno - Niccolò Brancaccio, arcivescovo cattolico e cardinale italiano
- 14 luglio - Francesco Uguccione, cardinale italiano (n. 1327)
- 29 luglio - Pietro di Navarra, principe (n. 1366)
- 6 agosto - Margherita di Durazzo, sovrana italiana (n. 1347)
- 30 agosto - Giampietro de Proti, politico italiano
- 7 settembre - Castello Castelli, storico e notaio italiano
- 28 ottobre - Margherita I di Danimarca, regina (n. 1353)
- Arcimbaldo di Grailly, nobile
- Costantino I di Georgia, sovrano
- Restaino Caldora, nobile e condottiero italiano
- Johannes Ciconia, compositore fiammingo (n. 1370)
- Gregorio IV di Alessandria, arcivescovo ortodosso egiziano
- Jean de Hesdin, teologo francese
- Jalal al-Din, condottiero mongolo (n. 1380)
- Martino da Verona, pittore italiano
- Lapo Mazzei, notaio italiano (n. 1350)
- Beatrice Pereira de Alvim, nobildonna portoghese (n. 1380)
- Alberto Pio, nobile e condottiero italiano
- Franchino II Rusca, nobile italiano
- Giovanni Rusconi, vescovo cattolico italiano
- Timur Khan, condottiero mongolo